# Aart Geurtsen

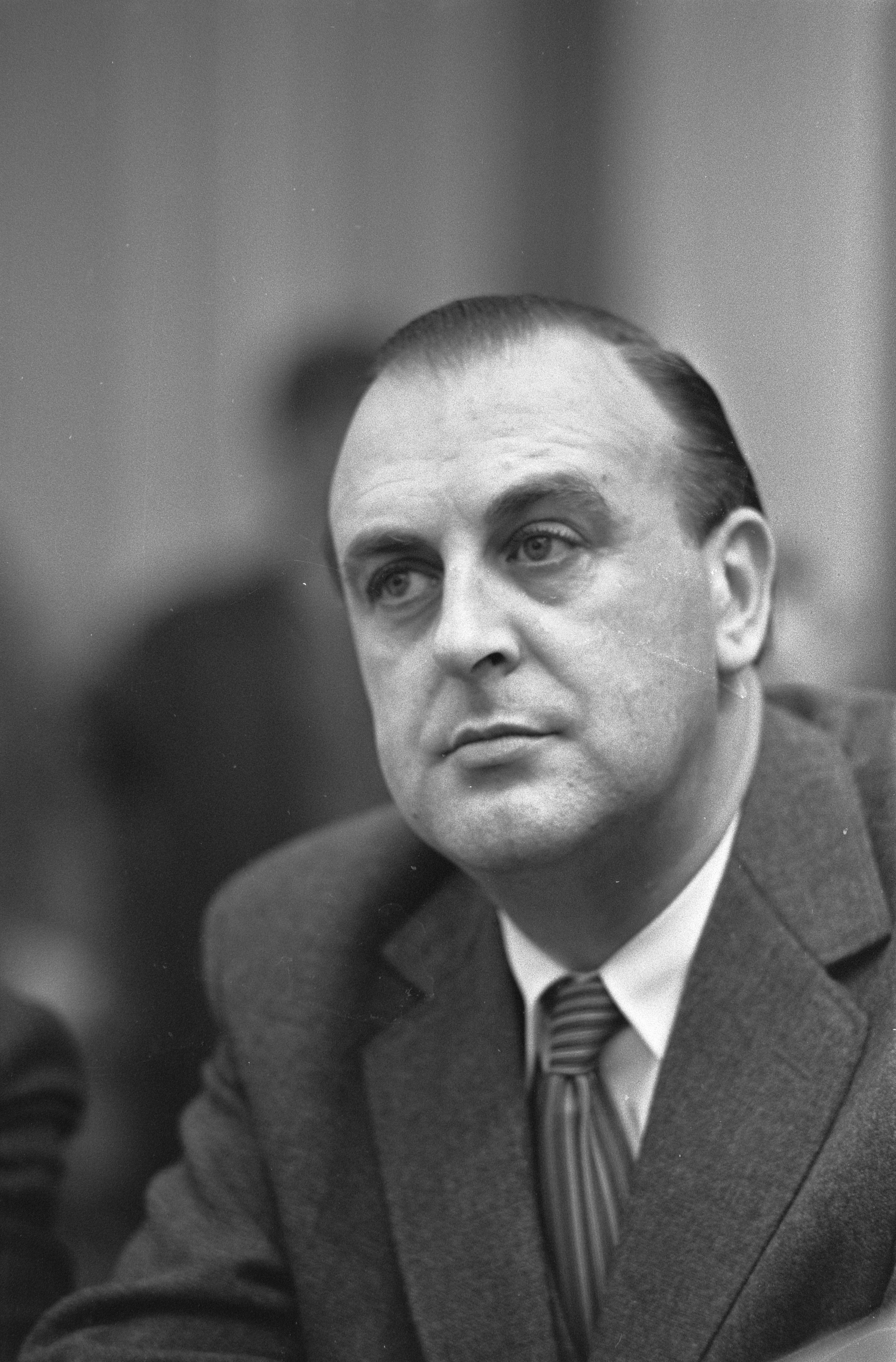
Aart Geurtsen (1972)

Aart Geurtsen (* 17. Januar 1926 in  Schiedam; † 24. September 2005 in Vlaardingen) war ein niederländischer Politiker.
Geurtsen war Anwalt. Von 1967 bis 1981 war er für die VVD Abgeordneter im niederländischen Parlament. Von 1979 bis 1984 war er Mitglied des Europaparlaments.
Nach Ende seiner politischen Laufbahn übernahm er zwischen 1986 und 1987 den Vorsitz des Königlich Niederländischen Unternehmerverbandes (KNOV).